# Akhisar (1904)
Akhisar – turecki torpedowiec z początku XX wieku, jedna z dwóch zbudowanych we Włoszech jednostek typu Akhisar. Okręt został zwodowany 25 kwietnia 1904 roku w stoczni Ansaldo w Genui, a w skład marynarki Imperium Osmańskiego wszedł w czerwcu 1904 roku. Torpedowiec wziął udział w I wojnie bałkańskiej i I wojnie światowej, a po remoncie w latach 20. służył pod banderą Republiki Turcji do 1930 roku. Okręt został złomowany w 1935 roku.

## Projekt i budowa
Torpedowce typu Akhisar zostały zamówione przez Turcję we Włoszech w grudniu 1902 roku i w tym miesiącu podpisano kontrakt na dostawę dwóch jednostek.
„Akhisar” zbudowany został w stoczni Ansaldo w Genui (numer stoczniowy 131). Stępkę okrętu położono w 1904 roku, a zwodowany został 25 kwietnia 1904 roku .

## Dane taktyczno-techniczne
Okręt był torpedowcem z kadłubem wykonanym ze stali, podzielonym na dziewięć przedziałów wodoszczelnych. Długość całkowita wynosiła 51 metrów (50,5 metra między pionami) szerokość 5,7 metra i zanurzenie 1,4 metra. Wyporność normalna wynosiła 165 ton. Jednostka napędzana była przez dwie pionowe, trzycylindrowe maszyny parowe potrójnego rozprężania Ansaldo o łącznej mocy 2400 KM, do których parę dostarczały dwa kotły lokomotywowe (także produkcji Ansaldo) . Prędkość maksymalna napędzanego dwoma śrubami okrętu wynosiła 24 węzły. Okręt zabierał zapas 60 ton węgla, co zapewniało zasięg wynoszący 2000 Mm przy prędkości 14 węzłów.
Na uzbrojenie artyleryjskie jednostki składały się dwa pojedyncze działka kalibru 37 mm Hotchkiss QF L/20 z zapasem 250 nabojów . Broń torpedową stanowiły zamontowane na pokładzie (z przodu i tyłu sterówki dwie pojedyncze obracalne wyrzutnie kal. 450 mm, z łącznym zapasem czterech torped .
Załoga okrętu składała się z 4 oficerów i 26 podoficerów i marynarzy .

## Służba
„Akhisar” został przyjęty w skład marynarki wojennej Imperium Osmańskiego w czerwcu 1904 roku w Stambule . Podczas I wojny bałkańskiej, 16 grudnia 1912 roku „Akhisar” wziął udział w bitwie zespołu tureckiego (składającego się oprócz niego z pancerników „Barbaros Hayreddin”, „Turgut Reis”, „Asar-i Tevfik” i „Mesudiye”, krążownika „Mecidiye”, niszczyciela „Samsun” i torpedowca „Sivrihisar” z flotą grecką w składzie: krążownik „Jeorjos Awerof” oraz okręty pancerne „Hydra”, „Spetsai” i „Psara” koło przylądka Elli.
W momencie wybuchu I wojny światowej torpedowiec był już przestarzały i miał niską wartość bojową. 29 sierpnia 1914 roku okręt z oficerem niemieckim, por. mar. (niem. Oberleutnant zur See) Frige na pokładzie wyszedł z Dardaneli i udał się pod Imroz z misją rozpoznawczą. Torpedowiec został zatrzymany przez okręty brytyjskie i załodze została przekazana informacja o rozpoczęciu przez Ententę blokady cieśnin tureckich. W 1915 roku wyeksploatowana siłownia okrętu pozwalała na osiągnięcie prędkości maksymalnej 14 węzłów, a liczebność załogi wzrosła do 43 osób (4 Niemców i 39 Turków) . W tym roku zdemontowano też jedną z wyrzutni torped, montując w zamian pojedyncze działo kalibru 47 mm SK C/99 L/45 (z zapasem 150 pocisków) .
28 maja 1915 roku „Akhisar” eskortował w Zatoce Izmit trzy promy wyładowane żołnierzami i amunicją, które stały się celem ataku operującego na Morzu Marmara brytyjskiego okrętu podwodnego HMS E11. Napastnik zatopił torpedą zbudowany w 1879 roku prom „Badırma” (474 BRT), na którego pokładzie mimo akcji ratowniczej przeprowadzonej przez torpedowiec zginęło 250 osób (była to największa strata armii osmańskiej poniesiona na morzu podczas wojny). 24 października nieopodal Gelibolu „Akhisar” wykrył powracający do bazy brytyjski okręt podwodny HMS E12, który został zmuszony do awaryjnego zanurzenia, schodząc na niebezpieczną głębokość 76 metrów. 11 grudnia „Akhisar” osiadł na mieliźnie nieopodal Silivri, skąd na holu został doprowadzony do Stambułu. 17 grudnia okręt spłoszył HMS E2, który do momentu pojawienia się torpedowca zatopił dwie łodzie dau i szkuner.
22 stycznia 1918 roku „Akhisar” i niszczyciele „Taşoz” i „Numûne-i Hamiyet” bazowały w Çanakkale, gotowe do ochrony osiadłego na mieliźnie krążownika liniowego „Yavuz Sultan Selim” przed atakiem wrogich okrętów podwodnych. Od 14 lipca torpedowce „Akhisar”, „Draç”, „Musul” oraz „Sultanhisar” wraz z krążownikami torpedowymi „Berk-i Satvet” i „Peyk-i Şevket” jako jedyne okręty floty osmańskiej operowały aktywnie na Morzu Czarnym. W październiku okręt odstawiono do rezerwy.
Po zakończeniu wojny, od lutego 1919 roku do 1920 roku jednostka pełniła służbę patrolową zwalczając przemyt. 29 października 1923 roku „Akhisar” został formalnie wcielony do nowo powstałej marynarki wojennej Republiki Turcji, choć jego stan techniczny nie pozwalał na eksploatację. W latach 1924–1925 jednostka przeszła remont w Deniz Fabrikaları w Stambule i po jego zakończeniu podjęła czynną służbę. Okręt wycofano ze składu floty w 1930 roku i złomowano w 1935 roku .